# Alfalfa (Oregon)
Alfalfa az Amerikai Egyesült Államok északnyugati részén, Oregon állam Deschutes megyéjében elhelyezkedő önkormányzat nélküli település. A 2000-es évek elején a térségben körülbelül négyszázan éltek.
Nevét az itt termesztett elsődleges takarmányról (lucerna, angolul alfalfa) kapta. A posta 1912 és 1922 között működött. Az öntözőrendszert az 1900-as években építették ki. A térség terméshozama alacsony, ezért a betakarított növényeket inkább az állatok élelmezésére használják. 2004-ben a település besorolását mezőgazdaságiról lakóövezetire módosítását tervezték, de ezt később elvetették.
Az általános iskola 1911 és 1987 között működött; ma a diákok a redmondi tankerület intézményeiben tanulnak.
A település központi létesítménye az Alfalfa Store. A templom az Alfalfa Grange Hallban működik.

## Fordítás
- Ez a szócikk részben vagy egészben  az   Alfalfa, Oregon című angol Wikipédia-szócikk ezen változatának fordításán alapul.  Az eredeti cikk szerkesztőit annak laptörténete sorolja fel. Ez a jelzés csupán a megfogalmazás eredetét és a szerzői jogokat jelzi, nem szolgál a cikkben szereplő információk forrásmegjelöléseként.